# Нейзацкая волость
Нейзацкая волость — административно-территориальная единица в составе Симферопольского уезда Таврической губернии. Немецкая волость, образована после 4 июня 1871 года, когда были высочайше утверждены Правила об устройстве поселян-собственников (бывших колонистов)…. В отличие от других национальных волостей, имела чёткие границы — на 1889 год объединяла расположенные в долине Бурульчи, в северных отрогах Главной гряды Крымских гор, 3 немецких колонии:
- Нейзац с населением 365 чел.
- Розенталь — 463 чел.
- Фриденталь — 169 чел.

Волость существовала до 1890 года, когда в результате земской реформы была упразднена, а селения переданы в состав Зуйской волости.